# Ciemniasta Igła
Ciemniasta Igła (słow. Chmúrna ihla) – turnia znajdująca się w masywie Ciemniastej Turni w Zimnowodzkiej Grani, w słowackiej części Tatr Wysokich. Od Ciemniastej Turni na północnym zachodzie oddzielona jest Ciemniastą Szczerbiną, a od Dzwonnicy w masywie Kościołów na południowym zachodzie oddziela ją Ciemniasta Przełęcz. Na Ciemniastą Igłę, podobnie jak na inne obiekty w Zimnowodzkiej Grani, nie prowadzą żadne znakowane szlaki turystyczne.
Polskie i słowackie nazewnictwo Ciemniastej Igły pochodzi od sąsiedniej Ciemniastej Turni. Pierwsze zarejestrowane wejścia na jej wierzchołek podane są poniżej, jednak możliwe jest, że wejścia letniego dokonano już wcześniej.

## Historia
Pierwsze wejścia turystyczne:
- Wincenty Birkenmajer, Jan Kazimierz Dorawski, Kazimierz Kupczyk i Jan Alfred Szczepański, 10 sierpnia 1929 r. – letnie,
- Antonín Jiskra, Josef Kelbich, František Michek, Jaroslav Němeček i Antonín Veverka, 27 marca 1947 r. – zimowe.